# 100 Wayz
100 Wayz è il settimo album in studio del gruppo hip hop statunitense Tha Dogg Pound, pubblicato nel 2010.

## Tracce
1. D.P.G. 2010 (feat. RBX) – 1:23
2. All You – 3:57
3. Dogg Pound Gangstaz – 3:14
4. Another Clip (feat. Soopafly & RBX) – 4:30
5. Skyz Tha Limit – 4:17
6. Gotta Let You Know (feat. Nicole Wray & A-Dubb) – 3:55
7. Good Pussy – 3:31
8. Cheat'n Ass Lover (feat. Soopafly, Nate Dogg & Dru Down) – 4:28
9. Smell'n Like Brand New Money (feat. Mac Shawn 100) – 4:00
10. I Fears No One – 4:31
11. I Don't Care (feat. The Lady of Rage) – 3:35
12. Do U Drank – 4:28
13. Fly Azz Fucc (feat. Snoop Dogg & The Lady of Rage) – 4:03
14. Crazy N Tha Club – 3:30
15. Spread the Luv (feat. Butch Cassidy, Celly Cel & LaToiya Williams) – 5:19
16. Otha'side of Town (feat. Soopafly & Tokedasmoke) – 4:37
17. 100 Wayz – 3:55

## Formazione
- Daz Dillinger
- Kurupt